# Gardenia (песня Игги Попа)
«Gardenia» — песня американского музыканта Игги Попа. Она была выпущена ведущим синглом на его 17 студийном альбоме Post Pop Depression 22 января 2016 года. В этот же день песня была представлена на Позднем Шоу со Стивеном Кольбертом. Песня получила положительные рецензии от музыкальных критиков и добралась до 136 позиции во французских сингл чартах.

## Отзывы критиков
Критик Иван Минскер из интернет-журнала Pitchfork наградил песню „Gardenia“ тегом «Лучший новый трек» на своём сайте, написав, что «„Gardenia“ частично вводит в гипноз, спасибо за мечтательный, дрожащий гитарный рифф, который звучит как что-то с MBV. Его голосу, когда-либо весомому и авторитетному инструменту, дается пространство для самостоятельного существования, что очень важно для его поэзии здесь. Он всегда источал эту двойственную природу бытия: быть очаровательным и улыбающимся, благородным — но за этими добрыми глазами — бывший наркоман. Обе личности являются ключом к пониманию этой песни».

## Список композиций
- Loma Vista — LVR-39548-02[4]

| №  | Название   | Длительность |
| -- | ---------- | ------------ |
| 1. | «Gardenia» | 4:14         |
| 2. | «Sunday»   | 6:06         |

## Участники записи
Personnel adapted from Post Pop Depression liner notes.
- Игги Поп — вокал
- Джош Хомме — электрогитара, Производство, слайд-гитара, синтезатор, бэк-вокал
- Dean Fertita — Бас-гитара, Moog synthesizer, Пиано
- Matt Helders — Барабаны

## Позиции в чартах
| Чарт (2016)                                | Высшая позиция |
| ------------------------------------------ | -------------- |
| Бельгия/Фландрия (Ultratip Bubbling Under) | 35             |
| Бельгия/Валлония (Ultratip Bubbling Under) | 38             |
| Франция (SNEP)                             | 136            |
| Mexico Ingles Airplay (Billboard)          | 42             |
| US Adult Alternative Songs (Billboard)     | 26             |